# Володимир Осадчий (польський історик)
Осадчий Володимир Леонідович (пол. Włodzimierz Osadczy) — польський історик українського походження, доктор історичних наук, професор Католицького університету в Любліні.

## Біографічні дані
Народився у 1969 році в селі Гірка Полонка Луцького району на Волині. 
Батько - Осадчий Леонід Савович, станом на 1994 р. був директором Волинського тепличного комбінату в селі Підгайці Луцького району. Мати - Юліанна, з Луцька.
Закінчив історичний факультет Львівського державного університету ім. Франка. Захистив дипломну роботу на тему «Костел і церква на спільній дорозі». З 1993 року постійно проживає у Польщі. 
В 1998 у Люблінському католицькому університеті захистив дисертацію на тему «Площина співіснування Грецького та Латинського обрядів Католицької Церкви в Східній Галичині після Конкордії 1863—1914 рр.» (пол. Płaszczyzna współistnienia obrządków greckiego i łacińskiego Kościoła katolickiego w Galicji Wschodniej po Concordii 1863—1914). Працював в Університет Марії Кюрі-Склодовської у Любліні, а згодом в Інституті історії церкви Люблінського католицького університету та Вищої державної професійної школи у Холмі. 
У травні 2006 року очолив у Любліні «Осередок Східноєвропейських студій — Центр Ucrainicum» при КУЛ (Католицькому університеті Любліну). Заангажований у ряді культорологічних та політичних проектів, пов'язаних із україно-польськими стосунками. У 2019 році Осадчого на посаді директора цього центру замінив викладач КУЛ ксьондз Влодзімєж Бєляк.
За віровизнанням — римо-католик.
У 2006-2009 роках був канцлером існуючої в Любліні міжвузівської структури "Європейський колегіум польських і українських університетів", який у цей період очолював ксьондз Мірослав Каліновський - проректор з питань науки, міжнародної співпраці та промоції Люблінського католицького університету імені Яна Павла ІІ.
У 2016-2020 роках завідував кафедрою міжнародних відносин Хелмської державної вищої школи заводової, викладачем якої працює з 2010 року.
Одружений, дружина - Ольга Цигилик-Осадчі, уродженка України, колишня жителька Львова, на початку 1990-их років - лаборант археологічної експедиції Інституту українознавства НАН України, пізніше закінчила у 1996 році магістратуру гуманітарного відділення Люблінського католицького університету, як стипендіатка, за польські урядові гранти.

## Церковна та громадська діяльність
У 2000-2002 роках згаданий, як член відокремленого підрозділу громадської організації Люблінського відділення товариства "Спільнота польська"(Oddziału Stowarzyszenia „Wspólnota Polska” w Lublinie), яким до 2002 року керував ксьондз Едвард Валевандер, відомий своїми шовіністичними поглядами, а одним з активістів був польський шовіністичний історик Леон Попек.
Як церковно-науковий діяч, Осадчий уже з 1999 року згаданий, як науковий працівник Інституту досліджень Полонії та полонійного духовенства при КУЛ, директором якого в 1990-2005 роках був уже згаданий ксьондз Едвард Валевандер. Далі, у 2009-2014 роках Осадчий керував відділом історії родини при Інституті досліджень Полонії та полонійного духовенства при КУЛ (реорганізованому в 2010 році з інституту в осередок), директорами якого після Валевандера були ксьондз Юзеф Шиманський (у 2005-2006 роках) та доктор Томаш Арманд Панфіл (у 2006-2014 роках), останній був відомий своїми ультраправими поглядами. 
При Луцькій єпархіальній курії Римо-католицької церкви громадську організацію «Інститут церковних досліджень» зареєстрували 19 червня 2008 року римо-католицький єпископ Луцький Трофим'як Маркіян Миколайович, як голова, громадянин України, та працівник КУЛ Влодзімєж Осадчи (Осадчий Володимир Леонідович), як громадянин Польщі, підписант з польської сторони, і як заступник голови інституту. 
Цікаво, що офіційне представлення (інаугурація) цього інституту відбулося лише 12 травня 2009 року в актовому залі Волинського університету, а до того його діяльність трималася фактично в таємниці. Тоді ж ректор Волинського університету Ігор Коцан підписав угоду про співпрацю між своїм вузом та КУЛ, і передбачалося, що однією з форм такої співпраці якраз і стане інститут Трофим'яка-Осадчого. 
До керівництва «Інституту церковних досліджень» Трофим'яка-Осадчого увійшли 2009 року і такі відомі на Волині особи, як Савчук Олег Анатолійович (1967 року народження, уродженець с. Тростянка Рожищенського району, мешканець Луцька, у 2001 році закінчив Міжнародний інститут управління та маркетингу Варшавського аграрного університету, автор ряду полонофільських статей), Гофман Юрій Богданович (1968 року народження, уродженець м. Кременець, викладач Волинського університету, особистий друг Трофим'яка), та Кришталь Вячеслав Петрович (1972 року народження, мешканець Луцька, поліграфіст і дизайнер, засновник Луцького римо-католицького єпархіального видавництва «Luceoria Books»).
Під егідою цього інституту та центру Осадчого «Украінікум» вийшла у Любліні на початку 2009 року перша книга – «Владика Маркіян», яка являє собою збірку бесід між єпископом Маркіяном Трофим'яком та Осадчим, з започаткованої цим виданням серії «Свідки віри на Сході». Але цей інститут, хоча й починав свою діяльність, як формально нейтральна та незаангажована структура, але згодом поступово проявив свою пропольську спрямованість. Цікаво, що невдовзі римо-католицький єпископ Луцький Трофим'як Маркіян Миколайович потрапив у гучний скандал, пов'язаний з його участю у відмиванні брудних грошей через польське консульство у Луцьку.  Невдовзі після оприлюднення цього скандалу у пресі, 24 липня 2012 року Папа Римський прийняв зречення Маркіяна Трофим'яка з уряду ординарія Луцької дієцезії.
Також у Луцьку 10 грудня 2008 року за участю Осадчого було засновано так званий «Інститут Польщі при Волинському національному університеті», який очолила Наталя Бурчак-Коцан. Але, крім виданная перекладу «Месалу» українською мовою та ще кількох україномовних перекладів польських літераторів, практично ніяких інших здобутків у цього інституту так і не було, з наукової точки зору, а основною сферою його активності стали не стільки історія або філологія, скільки факультет міжнародних відносин ВНУ, де Осадчий і його колега по Холмській вищій школі Анджей Вавринюк кілька разів читали лекції, як запрошені викладачі, та брали участь у конференціях.
Міжнародну установу було засновано і у Любліні, при КУЛ. Саме там з травня 2006 року існує так званий «Осередок східноєвропейських досліджень – Центр Украінікум», який очолив усе той же Влодзімєж Осадчий. Основними партнерами цього центру «Украінікум» були Товариство польської еміграції в Чикаго, люблінський осередок Католицької асоціації «Цівітас Крістіана», та «Європейська Фундація Громадської Активності», заснована у 2015 р. у Любліні. 
Заступником директора центру, з української сторони, була громадянка України – Андрусів Стефанія Миколаївна, яка з 2003 до 2013 рр. працювала завідуючою кафедрою української літератури Люблінського Католицького університету, згодом повернулася до Львова, померла 2018 року.
Деякий час там працювали досить відомі особи. Наприклад, у 2011-2012 роках координатором центру «Украінікум» з міжнародних питань була Анета Ткачик, яка згодом стала чиновником Люблінського воєводського уряду. Науковим співробітником центру Осадчого «Украінікум» продовжує працювати і українець Гайдук Юрій Миронович, 1978 року народження, уродженець Львова, випускник університету «Львівська політехніка» 2002 року, який одночасно затруднений викладачем кафедри міжнародних відносин Хелмської вищої школи (Вищої державно професійної школи у Холмі). 
На початку 2019 року Гайдук виступив ще в одному амплуа – як член редколегії новоствореного клерикально-шовіністичного журналу „Res Cresoviana” (м. Люблін), головний редактор якого Осадчий друкує там свої чергові шовіністичні статті та прокламації, цього разу вже від імені нової науково-громадської організації, створеної у 2016 р. у Любліні під його керівництвом – «Інститут пам'яті та спадщини кресів». Наукову раду цього товариства очолив професор КУЛ та працівник Польського інституту національної памяті, активіст шовіністичної партії «Право і справедливість» Мечислав Риба.
Починаючи з часу реєстрації організації «Інститут пам'яті та спадщини кресів» від 16 липня 2016 року, Осадчий працює його президентом, а віце-президентом став Ришард Гаєвський. 
Цей інститут у 2016-2018 роках провів 6 наукових конференцій та симпозіумів. 
Також Осадчий став віце-президентом у двох структурах: "Патріотичний зв'язок організацій кресових і комбатантських" (у м. Варшава, з 28 березня 2019 року, під керівництвом Вітольда-Вєслава Лістовського - керівника "товариства кресовян" у м. Кендзежин-Козле), та ГО "Патріа" (у м. Гродзіск Мазовецький, з 22 липня 2022 року, під керівництвом Яна-Вєслава Кравчинського).
Вже у 2016 р. Осадчий упорядкував і видав книгу Григорія Хомишина «Два царства», нібито підготовлену за рукописом владики Григорія Хомишина, єпископа Станіславівського УГКЦ. Разом з Осадчим, упорядником книги виступив Пелехатий Ігор Іванович, 1962 року народження, мешканець Івано-Франківська, священик УГКЦ, колишній директор видавництва «Нова зоря».
Надзвичайно дивує, що польська сторона виявилася настільки “щедрою”, і за свої гроші у Любліні силами КУЛ видала книжку, а у Львові на початку вересня 2016 р. під патронатом архієпископа Римо-католицької церкви в Україні – митрополита Мечислава Мокшицького відбулась її презентація. Власне, митрополит Мечислав Мокшицький за кілька років до того домігся призупинення Римом процесу беатифікації Андрея Шептицького. Цю книжку з Любліна привезли до книгарень в Україні для продажу, багатьом духовним особам навіть роздавали безкоштовно, бо покликана вона передусім вчинити в Україні своєрідний заколот серед вірних. Основна мета книги, судячи з усього, полягала в тому, щоб протиставити двох греко-католицьких духовних осіб – Андрея Шептицького і Григорія Хомишина.
Як повідомляв один з проросійських сайтів, презентація першого номеру редагованого Осадчим журналу «Res Cresoviana» відбулася в березні 2019 року в Любліні, і цей журнал був присвячений, за словами його засновників, "вшануванню жертв бандерівського геноциду на Волині 1943 року, та обгрунтуванню польської присутності на східних кресах". 
Крім Осадчого, до складу першої редколегії журналу увійшли також громадянин України Юрій Гайдук, та громадяни Польщі: ксьондз Роман Дзвонковський, римо-католицькі миряни Адам Кульчицький, Ян Сенк, Ришард Гаєвський, та Томаш Зигмунт.  Згодом, на момент публікації другого номеру за 2019 рік, з редколегії журналу вибули Юрій Гайдук та Томаш Зигмунт, натомість у редколегії стали числитися Мєльков Андрій Сергійович, Марко Яков і Тадеуш Скочек. Видавцем цього журналу стала діюча у Любліні з 2017 року громадська організація "Інститут памяті та насліддя кресів". 
У 2018 році увійшов до складу так званого "Społecznego Komitetu Obchodów Narodowego Dnia Pamięci Ofiar Ludobójstwa Polaków na Kresach Wschodnich" (Суспільного комітету відзначення національного дня вшанування жертв винищення поляків на Східних Кресах) 
Далі, у 2022 році увійшов до складу Суспільного комітету з будови монументу "Різня Волинська" у містечку Домостав. .
У 2018 році балотувався на муніципальних виборах, як кандидат у депутати Люблінського воєводського муніципального сеймику. У 2019 році Осадчий балотувався по м. Люблін кандидатом  до Європарламенту від ультраправої "Конфедерації Корвін Браун Лірой Націоналісти" (Konfederacja Korwin Braun Liroy Narodowcy). 

## Специфіка поглядів та творчого доробку
Для поглядів Осадчого властивими є тяжіння до традиціоналізму та клерикалізму. У роботах та виступах в основному дотримується, традиційної для польської історичної культурології, доктрини «польської цивілізаційної місії на сході», для якої характерними є применшення цінності некатолицьких проявів духовності та культури у порівнянні із католицькими, передовсім польськими. 
Виступав із гострою критикою очільників Української греко-католицької церкви — Любомира Гузара і Ігоря Возьняка, звинувачуючи їх в українських націоналістичних симпатіях. 
Брав активну участь як запрошений урядом експерт у розробці закону, далі прийнятого у 2016 році, про кримінальне переслідування українців у Польщі за націоналістичні погляди. 
У найбільш ґрунтовній науковій праці монографії «Свята Русь» намагається структурувати дихотомію між історичним та політичним трактуванням поняття «Русі» у Галичині ХІХ-ХХ століть, і зокрема її окресленню як «Святої». Останнє Осадчий пов'язує з ідеалістичними настроями духовенства та інтелігенції, які мали наслідком поширення симпатій галицьких русинів до Російської Імперії .
Починаючи з 2010 року в Луцьку, Осадчий став популяризувати мартирологію римо-католицького духовенства Волині, вбитого під час Волинської трагедії 1943 року в ході польсько-українського протистояння. Осадчий став автором написаної для часопису Луцької дієцезії "Волання з Волині", публікованого за благословенням єпископа Маркіяна Трофимяка, статті «Незакінчені волинські меси» (Osadczy W. Niedokończone msze Wołyńskie // Wołanie z Wołynia, Nr 4 (95). Lipec-Sierpień 2010, s. 32-34).
Якраз «антибандерівська» псевдонаукова конференція під назвою «Незакінчені волинські меси», проведена за благословенням єпископа Трофим'яка силами викладача Люблінського католицького університету Володимира Осадчого та його спонсорів у Любліні та Луцьку з 9 по 11 липня 2010 року, поставила під удар подальшу українсько-польску наукову співпрацю, принаймі – на регіональному рівні (між Луцьком та Любліном). Кульмінаційним моментом цієї конференції стала проведена 10 липня 2010 року пропагандистська акція на Волині – так звана «пілігримка до гробів замордованих ксьондзів Волині», та презентація у Луцьку книги Леона Попека і Марії Дембовської про священиків Волині, представлення пропагандистського фільму «Забуті злочини на Волині». Особливо жорстко висловлювався проти українців на тому зібранні у Луцьку заступник директора «Інституту церковних досліджень» Трофим'яка-Осадчого – ксьондз Юзеф Марецький, за сумісництвом – працівник відділу Інституту національної пам'яті у Кракові.
Однойменні конференції на тему «Незакінчені волинські меси» було проведено силами Польського інституту національної памяті та Осадчого: 7 листопада 2011 року – в Любліні, 24 лютого 2012 року – в Кракові.
Відсутність негативної реакції з боку влади України провокувала подальші пропагандистські демарші поляків у Луцьку.
У 2013 р. відзначалося уже 70-ліття так званої «Волинської трагедії». На цьому ювілеї особливо спекулював сам Осадчий, який стверджував, що нібито когось із його родини на Волині вбили бандерівці.
13-16 липня 2013 року в Луцьку та Любліні проходила конференція під загальною назвою «Не вбивай: церква стосовно винищення людей». На ній теж піднімалася тема «незакінчених волинських мес», та злочинів українців проти Римо-католицької церкви. Найактивнішими учасниками конференції стали найбільш скандальні та одіозні українофобські публіцисти Польщі: ксьондз Тадеуш Ісакович-Залеський з Кракова, та Єва Семашко з Варшави. Основним лейтмотивом конференції була критика антихристиянської сутності ОУН і УПА, таврування «безбожності» бандерівців, які безжально та по-блюзнірськи вбивали ксьондзів, спалювали костьоли разом з вірними. Кульмінацією «меморіальних» заходів стала поминальна меса в кафедральному костьолі м. Луцька, відслужена 14 липня 2013 р. у присутності президента Польщі Броніслава Коморовського.
Саме ця конференція 2013 року, з яскраво вираженою клерикально-шовіністичною спрямованістю, на деякий час призупинила співпрацю між вузами Луцька та Любліна, оскільки для багатьох стала певним «рубіконом», певною «червоною лінією» в компромісних підходах, та в розмежуванні поглядів між українськими та польськими істориками. Власне кажучи, наукова співпраця була на деякий час призупинена через провокації з боку польської сторони, виключно з вини останньої.
Останнім часом, клерикально-шовіністичні піар-кампанії польських пропагандистів виходять уже на міжнародний рівень.
Наприклад, 10 липня 2018 року виставку «Незакінчені меси волинські» було проведено у штаб-квартирі Євросоюзу у Брюсселі. Далі, 5 липня 2019 року виставку з такою ж назвою проведено у штаб-квартирі Європарламенту у Страсбурзі. У подібних акціях, крім Осадчого, задіяні такі відомі апологети польського клерикального шовінізму, як начальник Відділу з питань кресів Регіонального бюро розшуків та ідентифікації Люблінського воєводського відділу Інституту національної памяті Леон Попек, ксьондзи Юзеф Волчанський і Станіслав Набиванєц, та ряд інших.
У травні 2023 року Осадчий опублікував шовіністичну за змістом статтю "Bestialstwo w imię narodu" в газеті "Myśl Polska", де автор стверджував про те, що українці були жорстокішими за німців та більшовиків, та що нібито влада України виправдовує діяльність ОУН, яку Осадчий вважає злочинною організацією, а також замовчує геноцид поляків на Волині, або ж применшує його масштаби, тощо. .

## Висловлювання
«Львів та Вільно — це символи відродженої польської держави»

## Публікації
Статті
1. Dialog arcybiskupów : Andrzej Szeptycki i Józef Teodorowicz o stosunkach międzyobrzędowych w Galicji Wschodniej na przełomie XIX i XX wieku.W: Chrześcijanin w Świecie. 1995, nr 2, s. 95-103
2. Działalność Zgromadzenia Zmartwychwstania Pańskiego na rzecz Unii i Kościoła greckokatolickiego. W: Roczniki Teologiczne (Lublin , 1992). 1997, z. 4, s. 103-113
3. Relacje między obrządkami Kościoła Katolickiego w Galicji Wschodniej: współdziałanie w życiu zakonnym, w: Polska - Ukraina . 1000 lat sąsiedztwa , t 4 : Katolickie unie kościelne w Europie Środkowej i Wschodniej – idea a rzeczywistość, red. Stanisław Stępień, Przemyśl 1998, s. 207-220.
4. Płaszczyzna współistnienia obrządków greckiego i łacińskiego Kościoła katolickiego w Galicji Wschodniej po Concordii ( 1863-1914) // Dzieje najnowsze (kwartalnik), r. 1998, t. 30, n. 3, s. 143-146.
5. Odrodzenie polskości na Wołyniu, [ w : ] Materiały XXI Sesji Stałej Konferencji Muzeów , Bibliotek i Archiwów Polskich na Zachodzie , 23-26 września 1999 r . , red . ks . M. Jagosz , Rzym - Kraków 1999 , s . 257
6. Kartki z dziejów Unii na Wołyniu, [ w : ] Polacy i Kościół rzymskokatolicki na Wołyniu , red . L. Popek , Lublin 1999 , s . 139-153 .
7. Stosunki międzyobrządkowe a kwestia narodowa w Galicji Wschodniej w XIX i początku XX wieku. W: Polska – Ukraina . 1000 lat sąsiedztwa , t. 5 , Miejsce i rola Kościoła greckokatolickiego w Kościele powszechnym, red. Stanisław Stępień, Przemyśl 2000, s. 79–86.
8. Trzecia metropolia lwowska. Z dziejów archidiecezji obrządku ormiańsko - katolickiego, [ w : ] Polacy w Armenii , ks . E. Walewander (red.). Lublin, 2000, s. 183-192.
9. Kler katolicki obu obrządków wobec polsko-ruskiej rywalizacji w Galicji Wschodniej w XIX i XX wieku. W: Prace Komisji Środkowoeuropejskiej. T. 7 (2000), s. 75-91
10. Relacje międzyobrządkowe w Galicji Wschodniej: o żywotności niektórych stereotypów historycznych. W: Roczniki Teologiczne (Lublin , 1992). 2000, z. 4, s. 235-238
11. Kler katolicki obu obrządków wobec polsko-ruskiej rywalizacji w Galicji Wschodniej w XIX i XX wieku W: Prace Komisji Środkowoeuropejskiej. T. 7 (2000), s. 75-91
12. Na drodze do jubileuszu. Z dorobku naukowo - wydawniczego Instytutu Badań nad Polonią i Duszpasterstwem Polonijnym Katolickiego Uniwersytetu Lubelskiego. W: Diaspory, pod red. Jana £ Zamojskiego, Wydawnictwo Neriton, Warszawa 2001, s. 192-200.
13. Z miasta nad Styrem - 10 lat odrodzenia polskiego w Łucku na Wołyniu // „ Biuletyn Stowarzyszenia Wspólnota Polska " 2001, nr 12 ( 111 ), s. 29-33
14. Wierzyli wbrew nadziei: z dziejów przetrwania Kościoła łacińskiego na Ukrainie radzieckiej w okresie powojennym. W: Ethos : kwartalnik Instytutu Jana Pawła II KUL. 2001, nr 1/2, s. 151-164
15. "Ukraino, ziemio błogosławiona przez Boga..." : wizyta apostolska Jana Pawła II na Ukrainie (23-27 VI 2001) W: Ethos : kwartalnik Instytutu Jana Pawła II KUL. 2001, nr 3, s. 269-283
16. Losy duchowieństwa polskiego na ziemiach zajętych przez Związek Sowiecki w 1939 r. i wcielonych do Ukraińskiej RSS, [w:] Duchowieństwo polskie w świecie. Materiały VII Międzynarodowego Sympozjum Biografistyki Polskiej, red. A., Z. Judyccy, Toruń 2002, s. 249–250.
17. „Galicja Wschodnia – na skrzyżowaniu kultur i tradycji” [w:] Chrześcijaństwo w dialogu kultur na ziemiach Rzeczypospolitej, red. S. Wilk, Wydawnictwo KUL, Lublin 2003
18. Ruś Czerwona w polskiej i rosyjskiej perspektywie : między ideą jagiellońską a wszechruską. W: Sprawy Wschodnie. 2004, z. 2/3, s. 3-16
19. B. Modzelewska, W. Osadczy. Lwowska archidiecezja katolicka, [w:] EK, t. 11, Lublin 2006, kol. 269–285.
20. B. Modzelewska, W. Osadczy. Łucka diecezja, [w:] EK , t. 11, Lublin 2006, kol. 589–603.
21. Wybrane problemy odrodzenia Kościoła rzymskokatolickiego na współczesnej Ukrainie // Wspólnoty chrześcijańskie w państwach byłego ZSRR--perspektywa dwudziestolecia, 2006, s. 207-210.
22. Podole w polskiej historii i kulturze W: Teka Komisji Polsko-Ukraińskich Związków Kulturowych. T. 2 (2007), s. 5-14
23. Осадчий В. „Ілюзії чи відчай? Лист архієпископа полоцького Іраклія Лісовського на тлі історії унії в Російській імперії наприкінці XVIII ст.” // Rocznik Instytutu Europy Środkowo-Wschodniej 5 (2007): 218–225.
24. Осадчий В. Поділля в польській історії та культурі // Українськопольські культурні взаємини. – К.: Ін-т мистецтвознав., фольклористики та етнології ім. М. Т. Рильського НАН України, Ін-т мистецтв ПАН, 2008. – Вип.2. – С. 188 – 198.
25. Ukraina postradziecka: pluralizm polityczny na tle personifikowanej polityki / Andrij Portnow ; tł. z ukr. Włodzimierz Osadczy. W: Rocznik Instytutu Europy Środkowo-Wschodniej. R. 6 (2008), s. 43-52
26. Kościoły wobec konfliktu polsko-ukraińskiego w czasie II wojny światowej // Biuletyn Instytutu Pamięci Narodowej. - 2009, nr 1/2, s. 68-76
27. "Wszechrusska" idea w Galicji : źródła rozwoju orientacji moskalofilskiej wśród Rusinów galicyjskich. W: Kwartalnik Historyczny : organ Towarzystwa Historycznego. R. 116, nr 2 (2009), s. 51-69
28. Kościół wyznawców. Kapłani archidiecezji lwowskiej obrządku łacińskiego w latach 1945-1991. Z dziejów najnowszych archidiecezji lwowskiej obrządku łacińskiego. W: Prorocy Europy Środkowo-Wschodniej XX wieku. Lublin 2009.
29. Kościoła łacinskiego na Ukrainie dole i niedole. Doświadczenie, dzien dzisiejszy, problemy i perspektyvy. // Kościół katolicki na Wschodzie w warunkach totalitaryzmu i posttotalitaryzmu / pod red. Andrzeja Gilia i Witolda Bobryka. – Siedlice-Lublin: Akademia Podlaska, Instytut Europy Środkowo-Wschodniej, 2010. – s. 87–108.
30. Kościół katolicki na Ukrainie wobec represji sowieckich. W: Represje wobec Kościoła w krajach bloku wschodniego : komuniści przeciw religii po 1944 roku. 2011. S. 83-91
31. Осадчий В., Польова О. Концепція історії України на сторінках "Польсько-українського бюлетеня". - Київські полоністичні студії .- 2011. - Т. 18. С. 52-57.
32. Осадчий В. Віра всупереч надії // Ковчег. Науковий збірник з церковної історії. Число 6. Львів: Видавництво УКУ, 2012. С. 447-460.
33. "Na granicy Zachodu i Wschodu" : Monaster Poczajowski w polityce imperialnej Rosji wobec Galicji. W: Krakowskie Pismo Kresowe. R. 4 (2012), s. 91-124
34. Ormiański pasterz wobec "kwestii ruskiej" : arcybiskupa Józefa Teodorowicza stosunek do polsko-ruskiej/ukraińskiej konfrontacji w Galicji.W: Ormiański pasterz Lwowa Ksiądz Arcybiskup Józef Teodorowicz na tle dziejów ormiańskich, 2015, s. 161-181
35. Głos wołającego na pustyni! : błogosławiony Grzegorz Chomyszyn - grekokatolicki biskup, który potępił nacjonalizm. W: Kresy : należna pamięć, nie zemsta : materiały z konferencji zorganizowanej 8 lipca 2017 roku. s. 95-116
36. [Dva carstva - recenzja] / Włodzimierz Osadczy. W: Limes (Rzeszów). Nr 10 (2017), s. 241-248
37. Bp Grzegorz Chomyszyn - prorok zapomniany. W: Pastores : kwartalnik poświęcony formacji kapłańskiej. 2018, nr 1, s. 145-155
38. Biskupa Chomyszyna nie da się zamilczeć : rozmowa z prof. Włodzimierzem Osadczym / Jan Engelgard. W: Myśl Polska (Warszawa , 2005). 2018, nr 11/12, s. 13
39. Kościoły Ukrainy wobec kwestii pojednania polsko-ukraińskiego i potępienia zbrodni ludobójstwa. W: Nie zabijaj : nacjonalizm i ludobójstwo na Kresach wobec Kościoła, etyki chrześcijańskiej i zasad humanizmu. 2019. s. 323-347
40. Widmo banderyzmu na Ukrainie : fakty i mity / Włodzimierz Osadczy ; Katolicki Uniwersytet Lubelski Jana Pawła II. W: Kresy : należna prawda i pamięć, nie zemsta : materiały z konferencji zorganizowanej 7 lipca 2018 roku. 2019. s. 131-145
41. Rzezie czy wojna cywilizacji? : kulturowe i społeczne uwarunkowania zbrodni wołyńskiej // Res Cresoviana : nowe pismo kresowe. Lublin : Instytut Pamięci i Dziedzictwa Kresowego, nr 1/2019, Lublin 2019, s. 63–101.
42. The Polish cultural-civilizational legacy in Ukraine : histories, conditions, and prospects for the future (on the example of the Lviv Archdiocese) / Włodzimierz Osadczy ; translated by Michelle Atallah. W: Poland and Ukraine : Poles and Ukrainians : relations after 1990. 2021. S. 175-198
43. Duszpasterstwo okupowanego Lwowa. W: Scripta Humana : seria monografii naukowych Uniwersytetu Zielonogórskiego. Vol. 17 (2021), s. 129-142
44. Teologia Kresów : aktualność nauczania kresowych Pasterzy Kościoła wobec wyzwań współczesności / dr hab. Włodzimierz Osadczy (KUL JP II w Lublinie). W: Pedagogika Katolicka: czasopismo Katedry Pedagogiki Katolickiej Wydziału Zamiejscowego Nauk o Społeczeństwie KUL w Stalowej Woli. 2022, nr 1, s. 95-118
45. Czy Zełenski przeprosi Polaków? / z prof. Włodzimierzem Osadczym rozmawia Jakub Zgierski. W: Najwyższy Czas! : pismo konserwatywno-liberalne. 2022, nr 35/36, s. LVI-LVII
46. Unknown manuscript of blessed bishop Hryhoriy Khomyshyn "Two kingdoms" : document, history, message. W: Teka Komisji Prawniczej. T. 15, nr 1 (2022), s. 227-242
47. Korzenie wiary prześladowanej : źródła tożsamości kulturowej Kościoła łacińskiego na Kresach w czasie prób. W: Pedagogika Katolicka : czasopismo Katedry Pedagogiki Katolickiej Wydziału Zamiejscowego Nauk o Społeczeństwie KUL w Stalowej Woli. 2023, nr 1, s. 94-104.

Книги
1. Płaszcyzna współistnienia obrządków greckiego i łacińskiego Kościoła katolickiego w Galicji Wschodniej po Concordii (1863-1914), Warszawa: Wydawnictwo DiG 1998.
2. Kościół i cerkiew na wspólnej drodze. Concordia 1863. Z dziejów porozumienia między obrządkiem greckokatolickim a łacińskim w Galicji Wschodniej, Lublin: Redakcja Wydawnictw KUL 1999.
3. Polacy na Ukrainie dzisiaj: informator, Cz. 1: Federacja organizacji polskich na Ukrainie, Warszawa: Towarzystwo Naukowe Polska-Wschód 2000.
4. Осадчий В. Католицька церква в Україні: історичний нарис. – Луцьк: Luceoria Books; Lublin: Norbertinum (2001).
5. Polacy na Ukrainie dzisiaj: informator: Cz. 2, Związek Polaków na Ukrainie, Stowarzyszenie Uczonych Polskich na Ukrainie, Zjednoczenie Nauczycieli Polskich na Ukrainie, Międzynarodowe Stowarzyszenie Przedsiębiorców Polskich na Ukrainie. Lublin ; Warszawa : Towarzystwo Naukowe Polska-Wschód 2003.
6. Święta Ruś: rozwój i oddziaływanie idei prawosławia w Galicji, Lublin: Wydawnictwo Uniwersytetu Marii Curie-Skłodowskiej 2007.
7. Władyka Markijan: o historii i dniu dzisiejszym Kościoła katolickiego na Ukrainie z księdzem biskupem Marcjanem Trofimiakiem rozmawia Włodzimierz Osadczy, Lublin-Łuck: Wydawnictwo KUL – Ìnstitut Cerkovnih Doslìdžen' 2009.
8. (redakcja) Święty arcybiskup Lwowa Józef Bilczewski. Materiały z międzynarodowej konferencji naukowej poświęconej św. Józefowi Bilczewskiemu, arcybiskupowi metropolicie lwowskiemu obrządku łacińskiego, w 150. rocznicę urodzin i 5. rocznicę kanonizacji, 18–21 listopada 2010 roku, Lublin-Lwów, pod red. Włodzimierza Osadczego, Lublin-Lwów: Wydawnictwo KUL – Wydawnictwo bł. Jakuba Strzemię Archidiecezji Lwowskiej ob. łac. 2011.
9. Ukraino, ziemio błogosławiona przez Boga: zarys dziejów Kościoła Katolickiego na Ukrainie: (Katołyćka Cerkva v Ukrajini. Istorycznyj narys), Włodzimierz Osadczy ; tłumaczenie z języka ukraińskiego o. Maksymilian Janusz O. Cist. Szczyrzyc; Tuchów: Mała Poligrafia Wyższego Seminarium Duchownego Redemptorystów (Tuchów), [2015], 2005.
10. (redakcja) Ormiański pasterz Lwowa Ksiądz Arcybiskup Józef Teodorowicz na tle dziejów ormiańskich / red. Włodzimierz Osadczy, Mirosław Kalinowski, Marko Jacov ; [tł. z jęz wł. Mirosław Brzeziński]. Lwów ; Lublin : Wydawnictwo KUL, 2015
11. (redakcja) Kresy : należna pamięć, nie zemsta : materiały z konferencji zorganizowanej 8 lipca 2017 roku. Warszawa: Muzeum Niepodległości, 2017
12. Wołyń' 43 : walka o pamięć - walka o Polskę / Instytut Pamięci i Dziedzictwa Kresowego ; redaktor naczelny Włodzimierz Osadczy. Lublin: Instytut Pamięci i Dziedzictwa Kresowego, 2019
13. (redakcja) Nie zabijaj : nacjonalizm i ludobójstwo na Kresach wobec Kościoła, etyki chrześcijańskiej i zasad humanizmu / wstęp i redakcja naukowa Włodzimierz Osadczy, Adam Kulczycki. Warszawa ; Lublin : Instytut Pamięci Narodowej - Komisja Ścigania Zbrodni przeciwko Narodowi Polskiemu. Oddział w Lublinie, 2019.
14. Unia triplex : unia brzeska w tradycji polskiej, rosyjskiej i ukraińskiej, Radzymin ; Warszawa : Wydawnictwo von borowiecky 2019
15. Błogosławiony biskup Grzegorz Chomyszyn - prorok Ukrainy (1867-1945). Lublin: Instytut Pamięci i Dziedzictwa Kresowego; Warszawa: Wydawnictwo Muzeum Niepodległości, 2020.
16. Unii i Polski ozdoba i chwała : księża zmartwychwstańcy wobec kultu i kanonizacji św. Jozafata / Włodzimierz Osadczy, Andrzej Gieniusz CR. Warszawa - Radzymin: Wydawnictwo von Borowiecky, 2020
17. Biskup polski na Siczy kozackiej: wywiad rzeka z bp. Marianem Buczkiem, emerytowanym ordynariuszem diecezji charkowsko-zaporoskiej / Włodzimierz Osadczy. Buczek Marian. Warszawa - Radzymin: Wydawnictwo von Borowiecky, 2022.
18. Dzieje i martyrologium Unii św. na Litwie w świetle żywota i pamiętników ks. Grzegorza Micewicza, kaplana obrzadku unickiego. Warszawa - Radzymin: Wydawnictwo von Borowiecky, 2022